# Heterophilus punctulatus
Heterophilus punctulatus là một loài bọ cánh cứng trong họ Cerambycidae.